# بازگشت لایتنینگ: فاینال فانتزی ۱۳
بازگشت لایتنینگ: فاینال فانتزی ۱۳ (به ژاپنی: ライトニング リターンズ ファイナルファンタジーXIII Raitoningu Ritānzu: Fainaru Fantajī Sātīn) یک بازی ویدئویی به سبک نقش‌آفرینی اکشن است که توسط شرکت اسکوئر انیکس برای کنسول‌های پلی‌استیشن ۳ و ایکس‌باکس ۳۶۰ ساخته و منتشر شده‌است. بازی آخرین قسمت از زیر مجموعه فابولا نوا کریستالیس، و مستقیماً دنبالهٔ فاینال فانتزی ۲–۱۳ به‌شمار می‌رود. در بازگشت لایتنینگ سیستم روندبازی متحول گشته و از دو نسخه قبلی فاصله گرفته است که از این تغییرات می‌توان به سیستم مبارزه جدیدی که نشان دهنده یک بازی با طبیعت اکشن عملگرای بیشتری هستیم، قابلیت تغییر لباس شخصیت لایتنینگ که نه تنها در ظاهر، بلکه در عملکرد او نیز تأثیر خواهد گذاشت و همچنین ماموریت‌های داستانی و جانبی که بازیکن باید آن‌ها را در زمان محمودی به پایان برساند. داستان بازی پنج هزار سال بعد از نسخه قبلی اتفاق می‌افتد و لایتنینگ شخصیت اصلی این سه‌گانه، سیزده روز قبل از به پایان رسیدن دنیا از خواب خود بیدار شده و وظیفه نجات مردم دنیا به همراه دوستان قدیمیش بر عهدهٔ آن‌هاست.